# マークス (企業)
株式会社マークスは、手帳、デザインステーショナリー、ライフスタイルプロダクトの企画・製造、国内外での卸売販売事業、国内外直営店での小売販売事業、EC小売事業および、欧州への事業展開サポート事業及びコンサルテーション事業を行っている、東京都世田谷区に本社を置く会社である。

## 企業名の由来
社名に込めたのは、英語のMARKが意味する目標・指標＝人々がめざすもの、人々にめざされるもの、そして時代の指標となるものという想い。ドイツ語の「メルクマール＝指標」の持つ語感がもっともこの意味合いに近い。

## 主な商品
- ダイアリー - 手帳やカレンダー
- エディット（EDiT） - 手帳やノート
- システム手帳 - バインダーやテーマ別のリフィル
- マステ（maste） - マスキングテープや水性ペンで書けるマスキングテープ
- トガクレ - バッグインバッグやポーチ
- ペディール（PEDIR） - マークスの直営店オリジナルのバッグや雑貨
- ポール＆ジョー - パリのファッションブランドのステーショナリー
- スタビロ - ドイツの筆記具（蛍光ぺんや色鉛筆など）
- スウェル - ニューヨークのステンレスボトル
- RSアイショップ - ニューヨークのリーディンググラス
- ペラケース - カナダのエコロジー素材デジタルアクセサリー

## 事業内容
- ホールセール
  - 国内ホールセール
  - 海外ホールセール
- リテイリング
  - 国内直営店
  - 海外直営店
  - 国内オンラインストア
  - 海外オンラインストア
- 海外事業開発、サポート
- OEM

## 事業所
- 大阪オフィス - 大阪府大阪市中央区平野町1-8-13　平野町八千代ビル5F
- マークス物流センター - 千葉県佐倉市太田2415-15 (株)日立物流　佐倉流通センター マークス物流センター
- MARK'S EUROPE s.a.r.l. - 4 Cité Paradis 75010 Paris- France
- MARK'S EUROPE s.a.r.l. OFFICE FRANKFURT - Lohoffstrasse 3, 60489 Frankfurt am Main, Germany